# Det tossede paradis
Det tossede paradis er en dansk film fra 1962, instrueret af Gabriel Axel efter manuskript af Bob Ramsing baseret på en roman af Ole Juul.

## Medvirkende
- Dirch Passer
- Ove Sprogøe
- Hans W. Petersen
- Ghita Nørby
- Paul Hagen
- Bodil Steen
- Karl Stegger
- Kjeld Petersen
- Lily Broberg
- Lone Hertz
- Judy Gringer
- Kai Holm
- Jørgen Ryg
- Axel Strøbye
- Gunnar Lemvigh
- Poul Müller
- Valsø Holm
- Keld Markuslund
- Arthur Jensen
- Hugo Herrestrup
- Gunnar Strømvad
- Helge Scheuer
- Erik Paaske
- Lotte Tarp
- Henning Moritzen